# Brown Ideye
Aide Brown Ideye (Yenagoa, 11 de febrero de 1988) es un exfutbolista nigeriano que jugaba como delantero.

## Trayectoria
Formado en las categorías inferiores del Bayelsa United F. C. y tras una temporada en el primer equipo, fichó por el Ocean Boys FC con el cual ganó la Premier League nigeriana en 2006.
En la siguiente temporada, y tras una prueba en el Willem II de la primera división neerlandesa, firmó con el club suizo Neuchâtel Xamax. Tras 3 temporadas en el equipo suizo, fichó por el F. C. Sochaux-Montbéliard de la Ligue 1 francesa.
En el verano de 2011 firmó por 5 temporadas por el Dinamo de Kiev ucraniano con el que consiguió una Supercopa y una Copa.
En 2014 fue contratado por el West Brom Albion F. C. de la Premier League. Se convirtió así en el jugador más caro de la historia del club. La temporada siguiente fichó por el Olympiacos F. C. griego. En el mercado invernal de 2016 rechazó una oferta del fútbol chino y se convirtió en una pieza fundamental para que el equipo griego lograra su sexta liga consecutiva. 
En el mercado invernal de 2017 se fue al Tianjin Teda firmando un contrato de dos años y medio, pero al año siguiente fue cedido al Málaga C. F. hasta el final de la temporada 2017-18. En 2019 fue transferido al Aris Salónica de Grecia. En 2020 se unió al Göztepe S. K. de Turquía, donde estuvo hasta finales de 2021. Entonces permaneció sin equipo hasta su fichaje por el Al-Yarmouk S. C. de Kuwait en agosto de 2022.
A finales de 2024 regresó a su país para jugar en el Enyimba F. C. hasta el término de la campaña. Ese acabó siendo el último equipo de su carrera y en agosto de 2025 anunció la retirada.

## Selección nacional
Representó a su país en la Copa Mundial Sub-20 de 2007 en Canadá. Jugó cinco partidos en el torneo y anotó un gol contra Costa Rica. En mayo de 2010 fue llamado por la selección absoluta, como parte de la lista preliminar de 30 jugadores para la Copa del Mundo de 2010 en Sudáfrica. No era parte de la lista definitiva de 23 jugadores, pero fue llamado posteriormente después de una lesión en la rodilla de John Obi Mikel, que fue descartado de la competencia. Tras haber sido campeón de la Copa Africana de Naciones en 2013, fue seleccionado por Nigeria para disputar la Copa Confederaciones en Brasil el mismo año.

### Participaciones en Copas del Mundo
| Mundial                               | Sede      | Resultado        | Partidos | Goles |
| ------------------------------------- | --------- | ---------------- | -------- | ----- |
| Copa Mundial de Fútbol Sub-20 de 2007 | Canadá    | Cuartos de final | 5        | 1     |
| Copa Mundial de Fútbol de 2010        | Sudáfrica | Fase de grupos   | 0        | 0     |

### Participaciones en Copas Confederaciones
| Copa                           | Sede   | Resultado      | Partidos | Goles |
| ------------------------------ | ------ | -------------- | -------- | ----- |
| Copa FIFA Confederaciones 2013 | Brasil | Fase de grupos | 3        | 0     |

### Participaciones en Copas Africanas
| Copa                           | Sede      | Resultado | Partidos | Goles |
| ------------------------------ | --------- | --------- | -------- | ----- |
| Copa Africana de Naciones 2013 | Sudáfrica | Campeón   | 6        | 1     |

## Clubes

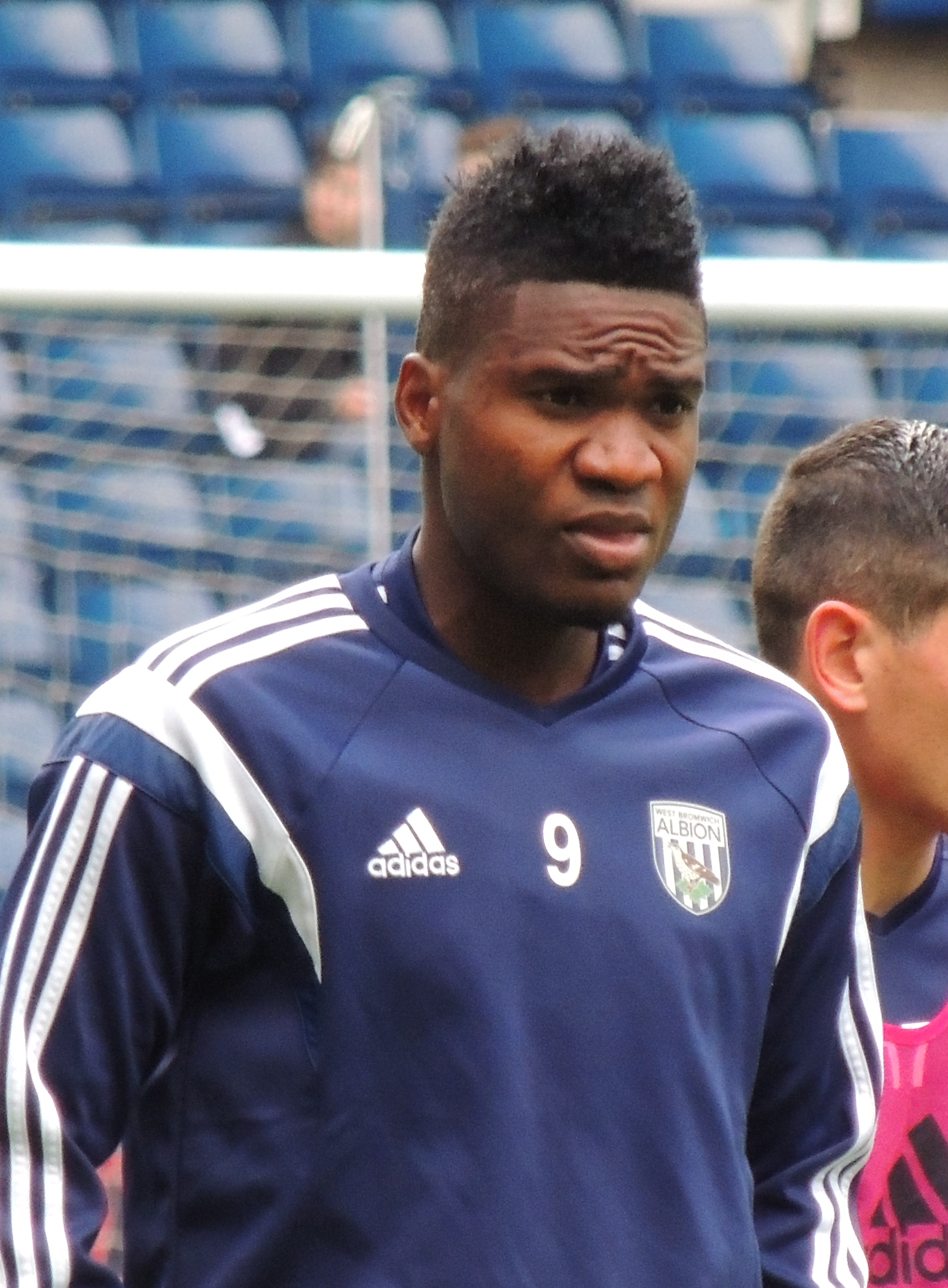
Ideye con el WBA

| Club                       | País       | Año       |
| -------------------------- | ---------- | --------- |
| Bayelsa United F. C.       | Nigeria    | 2006      |
| Ocean Boys F. C.           | Nigeria    | 2006-2007 |
| Neuchâtel Xamax F. C.      | Suiza      | 2008-2010 |
| F. C. Sochaux-Montbéliard  | Francia    | 2010-2011 |
| F. C. Dinamo de Kiev       | Ucrania    | 2011-2014 |
| West Bromwich Albion F. C. | Inglaterra | 2014-2015 |
| Olympiacos F. C.           | Grecia     | 2015-2017 |
| Tianjin Teda F. C.         | China      | 2017-2018 |
| Málaga C. F. (cedido)      | España     | 2018      |
| Aris Salónica F. C.        | Grecia     | 2019-2020 |
| Göztepe S. K.              | Turquía    | 2020-2021 |
| Al-Yarmouk S. C.           | Kuwait     | 2022-2024 |
| Enyimba F. C.              | Nigeria    | 2024-2025 |

## Palmarés

### Títulos nacionales
| Título                  | Club                 | País    | Año  |
| ----------------------- | -------------------- | ------- | ---- |
| Liga Premier de Nigeria | Ocean Boys F. C.     | Nigeria | 2006 |
| Supercopa de Ucrania    | F. C. Dinamo de Kiev | Ucrania | 2011 |
| Copa de Ucrania         | F. C. Dinamo de Kiev | Ucrania | 2014 |
| Superliga de Grecia     | Olympiacos F. C.     | Grecia  | 2016 |
| Superliga de Grecia     | Olympiacos F. C.     | Grecia  | 2017 |

### Títulos internacionales
| Título                    | Club    | Sede      | Año  |
| ------------------------- | ------- | --------- | ---- |
| Copa Africana de Naciones | Nigeria | Sudáfrica | 2013 |

(*) Incluyendo la selección.